# Clarkia
Clarkia é um género de plantas com flor de planta com flor da família Onagraceae, que agrupa mais de 40 espécies validamente descritas, com centro de diversidade da América do Norte, de onde quase todas são nativas, embora uma espécie (Clarkia tenella) seja nativa da América do Sul.

## Descrição
As espécies do género Clarkia são tipicamente ervas anuais, prostradas ou eretas, com uma altura máxima inferior a 2 metros. As folhas são pequenas e simples, de 1 a 10 cm de comprimento, dependendo da espécie. As flores têm quatro sépalas e quatro pétalas, geralmente de coloração branca, rosa ou vermelha, muitas vezes manchadas ou listradas. Os frutos são vagens cilíndricas alongadas, geralmente com 4 ou 8 ranhuras e, quando maduros, com muitas sementes minúsculas, grosseiramente cúbicas.
Vários membros do género Clarkia são às vezes são referidos pelo nome comum godetia, incluindo Clarkia amoena, Clarkia affinis e Clarkia lassenensis. Esse nome comum resulta destas espécies terem anteriormente classificados num género chamado Godetia, que deixou de ser reconhecido porque os membros foram absorvidos pelo género Clarkia. Fontes mais antigas ainda usam Godetia como um nome de género.
O género tem como epónimo o explorador William Clark. Extraoficialmente, o género às vezes é referido como Yorkia, em homenagem a York, um membro afro-americano da Expedição de Lewis e Clark. A Royal Navy tinha um navio denominado HMS Clarkia, uma corveta da classe Flower.
As espécies de Clarkia desempenham papéis importantes nos seus ecossistemas locais, pois fornecem habitat para polinizadores nativos. Alguns polinizadores dependem exclusivamente da Clarkia, como a abelha Hesperapis regularis. Algumas espécies são também hospedeiras de diversas lagartas, tais como as de borboletas Sphingidae.

## Cultura
Algumas espécies são plantas ornamentais populares, por exemplo, a guirlanda-da-montanha, Clarkia unguiculata, a clarkia-mancha-vermelha, Clarkia speciosa, Clarkia amoena e Clarkia bottae. Existem diversos cultivares de algumas dessas espécies.

## Espécies
A lista de espécies que se segue não é exaustiva.
- Clarkia affinis
- Clarkia amoena
- Clarkia arcuata
- Clarkia australis
- Clarkia biloba
- Clarkia borealis
- Clarkia bottae
- Clarkia breweri
- Clarkia concinna
- Clarkia cylindrica
- Clarkia davyi
- Clarkia delicata
- Clarkia dudleyana
- Clarkia epilobioides
- Clarkia exilis
- Clarkia franciscana
- Clarkia gracilis
- Clarkia heterandra
- Clarkia imbricata
- Clarkia jolonensis
- Clarkia lassenensis
- Clarkia lewisii
- Clarkia lingulata
- Clarkia mildrediae
- Clarkia modesta
- Clarkia mosquinii
- Clarkia prostrata
- Clarkia pulchella
- Clarkia purpurea
- Clarkia rhomboidea
- Clarkia rostrata
- Clarkia rubicunda
- Clarkia similis
- Clarkia speciosa
- Clarkia springvillensis
- Clarkia stellata
- Clarkia tembloriensis
- Clarkia tenella
- Clarkia unguiculata
- Clarkia virgata
- Clarkia williamsonii
- Clarkia xantiana